# Duplexe Tchamba
Duplexe Tchamba Bangou (Yaoundé, 10 luglio 1998) è un calciatore camerunese, difensore del Casa Pia.

## Caratteristiche tecniche
È un difensore centrale.

## Carriera

### Club
Nel 2017 è stato acquistato dallo Strasburgo. Il 24 luglio 2019 è stato ceduto ai norvegesi dello Strømsgodset con la formula del prestito fino all'estate successiva. Il trasferimento sarebbe diventato effettivo dal 1º agosto, data di riapertura del calciomercato locale.
Il 30 giugno 2020, il prestito di Tchamba Bangou è stato prolungato di un altro anno. Il 1º luglio 2021, lo Strømsgodset ha comunicato il termine del prestito del giocatore, che ha pertanto fatto ritorno allo Strasburgo.
Il 2 luglio 2021 ha firmato un contratto quadriennale con i danesi del SønderjyskE.

### Nazionale
Nel 2017 con la Nazionale Under-20 di calcio del Camerun ha partecipato alla Coppa delle Nazioni Africane Under-20 2017 disputando 3 incontri.

## Statistiche

### Presenze e reti nei club
Statistiche aggiornate al 2 luglio 2021.
| Stagione            | Club                | Campionato          | Campionato | Campionato | Coppe nazionali | Coppe nazionali | Coppe nazionali | Coppe continentali | Coppe continentali | Coppe continentali | Supercoppe | Supercoppe | Supercoppe | Totale | Totale |
| Stagione            | Club                | Comp                | Pres       | Reti       | Comp            | Pres            | Reti            | Comp               | Pres               | Reti               | Comp       | Pres       | Reti       | Pres   | Reti   |
| ------------------- | ------------------- | ------------------- | ---------- | ---------- | --------------- | --------------- | --------------- | ------------------ | ------------------ | ------------------ | ---------- | ---------- | ---------- | ------ | ------ |
| 2017-2018           | Strasburgo 2        | N3                  | 10         | 0          | -               | -               | -               | -                  | -                  | -                  | -          | -          | -          | 10     | 0      |
| 2018-2019           | Strasburgo 2        | N3                  | 14         | 0          | -               | -               | -               | -                  | -                  | -                  | -          | -          | -          | 14     | 0      |
| Totale Strasburgo 2 | Totale Strasburgo 2 | Totale Strasburgo 2 | 24         | 0          |                 | -               | -               |                    | -                  | -                  |            | -          | -          | 24     | 0      |
| 2017-2018           | Strasburgo          | L1                  | 0          | 0          | CF+CdL          | 0               | 0               | -                  | -                  | -                  | -          | -          | -          | 0      | 0      |
| 2018-2019           | Strasburgo          | L1                  | 0          | 0          | CF+CdL          | 1+0             | 0               | -                  | -                  | -                  | -          | -          | -          | 1      | 0      |
| Totale Strasburgo   | Totale Strasburgo   | Totale Strasburgo   | 0          | 0          |                 | 1+0             | 0               |                    | -                  | -                  |            | -          | -          | 1      | 0      |
| ago.-dic. 2019      | Strømsgodset        | ES                  | 15         | 2          | CN              | -               | -               | -                  | -                  | -                  | -          | -          | -          | 15     | 2      |
| 2020                | Strømsgodset        | ES                  | 12         | 1          | -               | -               | -               | -                  | -                  | -                  | -          | -          | -          | 12     | 1      |
| gen.-giu. 2021      | Strømsgodset        | ES                  | 3          | 1          | CN              | -               | -               | -                  | -                  | -                  | -          | -          | -          | 3      | 1      |
| Totale Strømsgodset | Totale Strømsgodset | Totale Strømsgodset | 30         | 4          |                 | 0               | 0               |                    | -                  | -                  |            | -          | -          | 30     | 4      |
| 2021-2022           | SønderjyskE         | SL                  | 26         | 2          | CD              | 4               | 1               |                    | -                  | -                  | -          | -          | -          | 30     | 3      |
| Totale carriera     | Totale carriera     | Totale carriera     | 80         | 6          |                 | 5               | 1               |                    | -                  | -                  |            | -          | -          | 85     | 7      |

## Palmarès

### Club

#### Competizioni nazionali
- Coppa di Lega francese: 1

Strasburgo: 2018-2019